# Видуус
Видуус (на латински: Viduus, на лат.: viduare) в римската митология е бог на душата и тялото след смъртта.